# Стир
Стир — річка в Україні (в межах Львівської, Волинської та Рівненської областей) і в Білорусі. Права притока Прип'яті (басейн Дніпра).

## Етимологія
Походження назви остаточно не з'ясоване, але припускається її питомо слов'янська етимологія. Найімовірніша версія пов'язує гідронім з прасл. *sterti, *stьrǫ, *stirati («розширятися»): звідки реконструйована форма *Stir/*Styr (буквально — «та, що розширяється, виходить з берегів»).
К. М. Тищенко виводить гідронім з осетинської мови — буквально «великий».

## Загальні відомості
Довжина 483 км (за іншими даними 494 км), сточище 13 130 км². Ширина річища від 2 до 10 м у верхів'ї, до 30 — 50 м у середній і нижній течії.
Живлення мішане з перевагою снігового. Замерзає у грудні, скресає в березні. Судноплавна від м. Берестечка до гирла; її використовують для водопостачання, у минулому також для лісосплаву. На Стирі — м. Луцьк.
Довжина річки по лівому (основному) руслі 437 км, по правому — 494 км, площа водозбору до розгалуження 11700 км², загальна (по двох руслах) 13000 км². Загальне падіння річки 119,4 м. Русло помірно і слабо звивисте, місцями у верхній та середній течії сильно звивисте, а біля гирла пряме, переважно нерозгалужене (острови трапляються рідко).
У верхній течії річка вузька (від 2—3 до 10—20 м) у середній і нижній — розширюється до 30—50 м; найбільша ширина річки 100 м (села Стара Рафалівка, Млинок). Глибина на перекатах становить 0,5—1,5 м, на плесах 2,0—3,5 м, в окремих ямах до 6,7—8,6 м. Переважна швидкість течії 0,2—0,5 м/сек, на деяких перекатах досягає 0,9—1,0 м/сек.
У верхній течії русло суцільно заросле водяною рослинністю, у середній й нижній — заростає тільки біля берегів. Дно переважно рівне, піщане, на плесах — мулисто-піщане, на окремих перекатах нерівне, кам'янисте. Береги заввишки від 1 до 3 м (іноді, зливаючись зі схилами долини, досягають 10—15 м), круті й дуже круті; у верхній течії вони суглинисті і рідше торф'янисті, порослі чагарником, у нижній — нестійкі до розмиву, піщані або торф'янисті, покриті лучно-болотною рослинністю, місцями чагарником і окремими деревами.

## Найбільші притоки
Праві
- Іква
- Стубла

Ліві
- Берег (пол. Biereh, рос. Берег  — тече у Дубенському районі Рівненської області. Формується багатьма безіменними струмками та загатами. Частково каналізована і на даний момент в критичному стані. Бере початок у селі Золочівка, тече через села Пашева, Малеве та містечко Берестечко[4][5][6].

## Розташування
Витоки розташовані серед пагорбів Вороняків (частина Подільської височини), далі річка перетинає Бродівську рівнину, Волинську височину і Поліську низовину. Стир бере початок з численних джерел, які виходять на поверхню в сильно заболоченій балці, розташованій біля невеликого села Видри, що у Золочівському районі Львівської області, на висоті 257 м над рівнем моря.
Загальний напрям річки північно/північно-східний. На 8 км вище кордону з Білоруссю, біля гирла Стубли, Стир розгалужується на два рукави: лівий, основний (проходить приблизно 80 % стоку) — р. Простир, завдовжки 18 км; правий, другорядний рукав — р. Старий Стир, завдовжки 75 км. Обидва рукави з'єднанні річкою Гнила Прип'ять (старе русло р. Прип'ять). Середній спад водної поверхні 0,27 ‰.
Басейн завдовжки 300 км, з середньою завширшки 42 км, витягнутий з південного заходу на північний схід і розташований у двох геоморфологічних областях; його верхня й середня частини розташовані на Волино-Подільській височині і її відрогах (так зване Волинське Полісся), нижня займає частину великої Поліської рівнини (Прип'ятське Полісся).
Річка протікає через багато населених пунктів Золочівського, Шептицького (Львівська область), Дубенського (Рівненська область), Луцького (Волинська область), Вараського (Рівненська область) районів.

## Природні умови басейну
Верхня частина басейну являє собою піднесену пагорбисту рівнину, розчленовану глибоко врізаними (50—100 м) річковими долинами й густою мережею ярів і балок (густота яружно-балкової мережі дорівнює 1—1,25 км на 1 км² поверхні).
Для середньої частини басейну характерний горбисто-гривистий рельєф. Дюни й піщані підйоми утворюють гряди, які є вододілами річок. Нижня частина басейну значно заболочена й відрізняється низинним плоским рельєфом з окремими гривами, рідкими балками й купинястим мікрорельєфом.
В основі басейну залягають докембрійські кристалічні породи (головним чином граніти і гнейси), оголення яких трапляється в долинах річок. Вони покриті зазвичай тріщинуватими й сланцюватими глинами. На останніх залягають крейдові відкладення — піски, мергелі, вапняки. Крейдова товща у верхній і середній частинах басейну покрита неогеновими породами (сірі піски), на яких залягають оолітові вапняки, а також кварцові піски. Поверхневий шар складають четвертинні утворення, для яких характерний розвиток моренних відкладень, флювіогляціальних пісків і суглинків, а також лесу.
Ґрунтові води в межах кристалічного масиву пов'язані із тріщинами в кристалічних породах. У верхній і середній частинах басейну головну роль грають води мергельно-крейдової товщі й девонських пісків. Води четвертинних утворень відносяться до льодовикового й флювіогляціальних відкладенням, глибина залягання яких у межах Полісся незначна. Ґрунти у верхній частині глинисто-піщані й крупнопилуваті легкосуглинисті, місцями пилувато-важкосуглинисті, у середніх — супіщані й піщанисто-легкосуглинисті, у нижніх — переважно піщані або глинясто-піщані. Ґрунти у верхів'ї дерново-слабкопідзолисті і чорноземні, у середній частині сірі опідзолені, у нижній — слабко- і середньоопідзолені в комплексі з карбонатними або дерново-глеєвими й болотними.
Ліси займають близько 22 % площі басейну (2950 км²), у верхній частині переважають широколисті дубові, у середній і нижній — мішані (сосна, дуб). Заболочені землі з лучно-болотною рослинністю займають 1750 км² (14 %) і розташовані переважно в нижній частині басейну. Озер дуже мало (0,2 %).
Річкова мережа розвинена добре. Коефіцієнт густоти річкової мережі з урахуванням річок завдовжки менше 10 км становить 0,28, а без врахування останніх — 0,16.
До м. Луцька заплава переважно лугова, суха, з рівною поверхнею, слабко пересічена старицями, складена переважно суглинними й мулисто-глинистими ґрунтами. Нижче вона здебільшого заболочена, спочатку лугова, а в міру наближення до гирла стає чагарниковою і зрідка лісовою; поверхня її купиняста пересічена старицями, протоками, рукавами, а також осушувальними каналами; ґрунти торф'янисті.
При винятково високих підйомах рівня води навесні і влітку відбувається затоплення заплави па глибину до 2—3,2 м; при звичайних підйомах рівня води глибина затоплення не перевищує 0,5—1,5 м.

## Гідрологічний режим

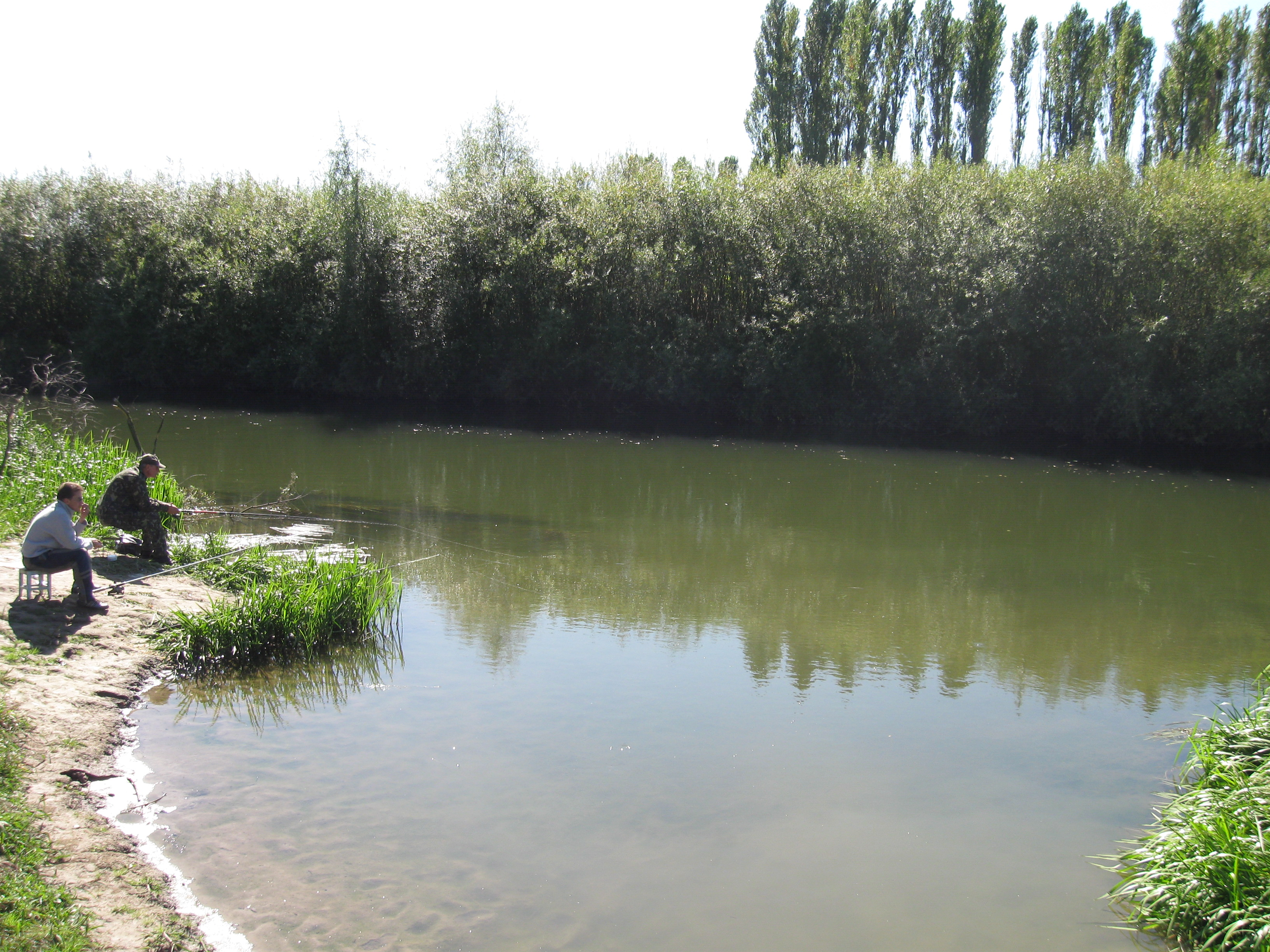
Стир у Луцьку

Річний хід рівня води характеризується високим весняним повноводдям, низкою літньо-осінньою меженню, майже щорічно порушеною дощовими паводками і малостійкою, через відлиги, зимовою меженню. Підйом рівня води навесні починається звичайно в першій половині березня, в окремі роки в лютому або квітні; його середня інтенсивність 0,2—0,5 м/добу, максимальна 1,0 м/добу.
Найвищий рівень спостерігається найчастіше в другій половині березня, висота його при звичайному весняному повноводді становить: 0,3—2,5 м у верхній течії, 2,0—2,8 м у середній і 1,5—2,3 м у нижній; при винятково високому повноводді відповідно: 0,5—3,8; 3,2—4,8 і 2,0—3,3 м. Зменшення висоти весняного повноводдя в нижній течії пояснюється наявністю досить широкої заболоченої заплави. Строки встановлення літньої межені коливаються в значних межах — від кінця квітня (у верхів'ї) до липня (у низов'ї). Триває межень до жовтня — листопада. Найнижчі рівні спостерігаються найчастіше в червні — липні, рідше в листопаді у верхній течії та у серпні — вересні в нижній. Майже щорічно по річці проходить кілька дощових паводків, заввишки 0,4—1,6 м.
Відзначаються також осінні й зимові підйоми рівня води. Перші викликаються дощами, другі — відлигами, висота їх досягає іноді 2,0—2,6 м. Найнижчі зимові рівні бувають найчастіше наприкінці грудня або в січні.
Середня річна витрата води в м. Луцьку (за 1923, 1941, 1943—1949 рр.) становила 29,8 м³/сек, що відповідає модулю стоку 4,0 дм³/сек з 1 км². Середній багаторічний модуль стоку в м. Луцьку дорівнює 4,00 дм³/сек з 1 км², в м. Рожище 3,94 дм³/сек з 1 км², у Вараському районі — 4,28 дм³/сек з 1 км².
Внутрішньорічний розподіл стоку досить нерівномірний; найбільша його частина — близько 40—45 % річного стоку проходить навесні (III—V), улітку (VI—IX) проходить 20—25 %, восени — (X—XI) — 12—13 %, узимку (XII—II) — 22—23 %.
Мутність води невелика і становить менше 50 г/м³.
Замерзання річки починається зазвичай наприкінці листопада — початку грудня. Льодостав встановлюється в грудні, іноді на початку січня або навіть у лютому. Скресання відбувається в середині березня, йому передує поява вимоїн. Весняний льодохід буває майже щорічно; він триває від 2—3 до 10 днів, супроводжуючись короткочасними заторами криги біля мостів і на поворотах річки. Наприкінці березня — початку квітня річка повністю очищається від криги.
Мінералізація води річки в середньому становить: весняна повінь — 373 мг/дм³; літньо-осіння межень — 414 мг/дм³; зимова межень — 542 мг/дм³.
Вода безбарвна, прозора, придатна для господарсько-питного водопостачання, місцями вона має кислуватий присмак, а в районі м. Луцька — забруднюється стічними водами промислових підприємств.

## Населені пункти
м. Берестечко, м. Луцьк, с-ще. Дубище, м. Рожище, с-ще. Колки, с. Старий Чорторийськ, м. Вараш, с-ще. Зарічне, с. Боремель, с. Боровичі, с. Перемиль, с. Пляшева та багато інших сіл.

## Економіка
Річку частково використовують для потреб сільського господарства та водопостачання (зокрема м. Луцьк).
В липні 2020 року зафіксовано масову загибель риби, попередньо — через брудну воду. Збитки оцінюють у понад 8 млн грн.

## Судноплавство
Судноплавні дві ділянки Стиру, загальною протяжністю 280 км. По річці колись здійснювалося вантажне й пасажирське судноплавство: перше — на ділянці від м. Берестечко до гирла, друге — від с. Хрінники до с. Чорторийськ. У нижній течії здійснювався сплав лісу плотами.

## Енергетика
На Стирі створене Хрінницьке водосховище та Хрінницька ГЕС (1958). Також водою річки обслуговується Рівненська АЕС (1971)

## Екологія

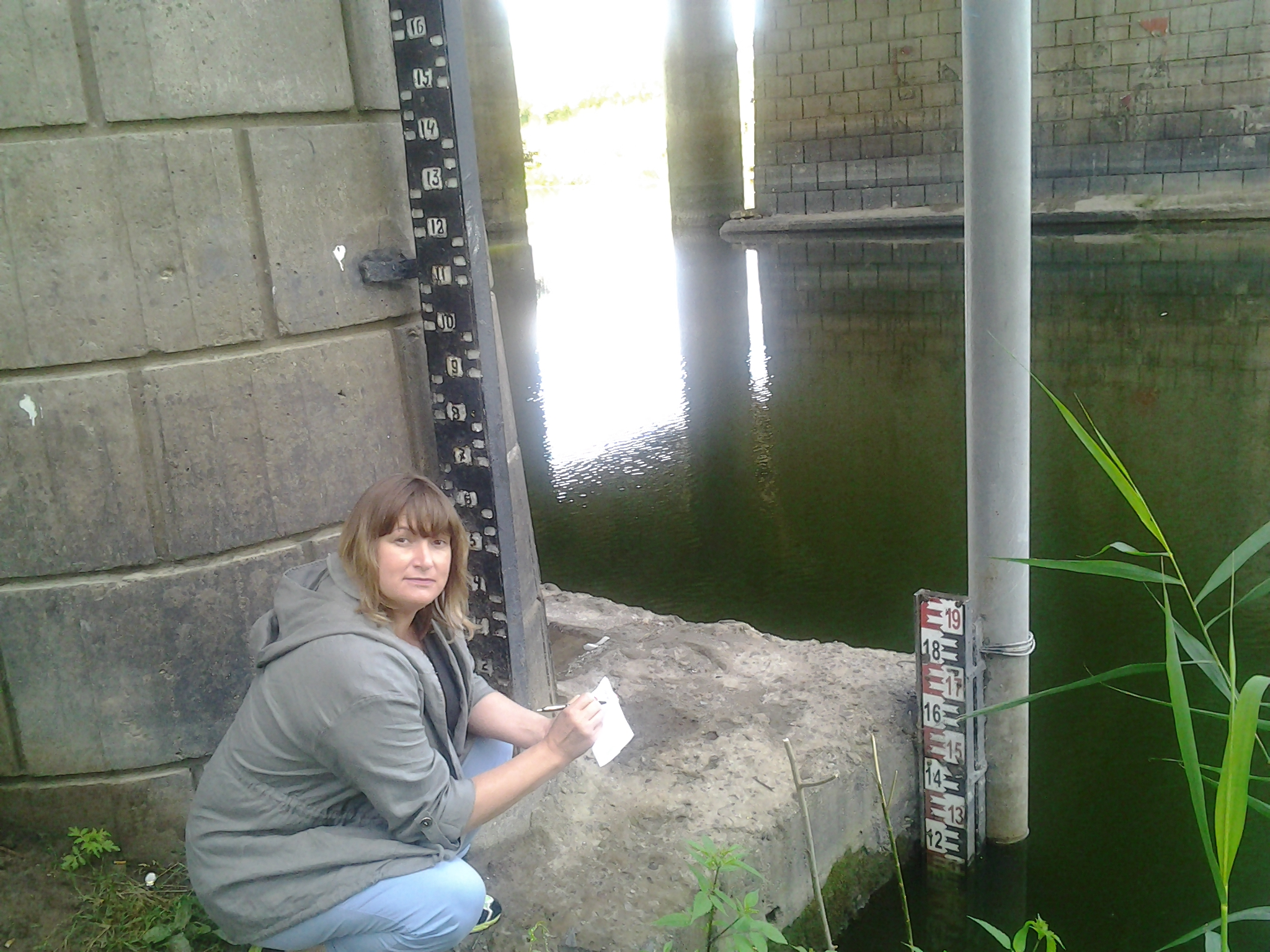
Вимірювання рівня води на гідрологічному посту р. Стир — м. Луцьк, 2016 р.

Річка займає важливе місце в водному режимі Рівненської АЕС (Хрінницьке водосховище), а також є приймачем стічних вод від трьох цукрових заводів і міст Луцька, Рожища, Вараша, Зарічного та інших. Екологічну ємність водного середовища забезпечують добре розвинута лугово-болотна заплава, а також фітомаса вищої водної рослинності. Спостерігаються періодичні замори по всьому профілю річки через надходження (аварійне) стічних вод цукрових заводів (Горохів, Дубно).

## Іхтіофауна
На проточних ділянках річки поширені 32 види риб і один вид круглоротих (поодинокі екземпляри міноги української трапляються поблизу с. Торговиця Млинівського району). Масовими видами в іхтіофауні річки є плітка, краснопірка, верховодка, плоскирка, окунь звичайний. Численними є щука, лин, лящ, карась сріблястий, в'юн, сом, йорж звичайний.

## Цікаві факти
- Іраномовний топонім Стир знаходиться у сусідстві з іншими географічними об'єктами, які мають назви іраномовного походження, а саме містом Вараш, селами Сопа́чів та Собі́щиці
- Неподалік від впадіння Пляшівки до Стиру відбулася Берестецька битва 1651 року під проводом Богдана Хмельницького, згодом Івана Богуна.
- У 1915–1916 біля Стиру в районі Берестечка проходила лінія фронту між австро-угорсько-німецькими та російськими військами.
- У водах Стиру поблизу села Старосілля Луцького району знайшли 650-літній човен-довбанку. Завдовжки — 13 чи й трохи більше метрів[10][11]

## Фотографії

Стир у Вараші (Рівненська обл.) взимку
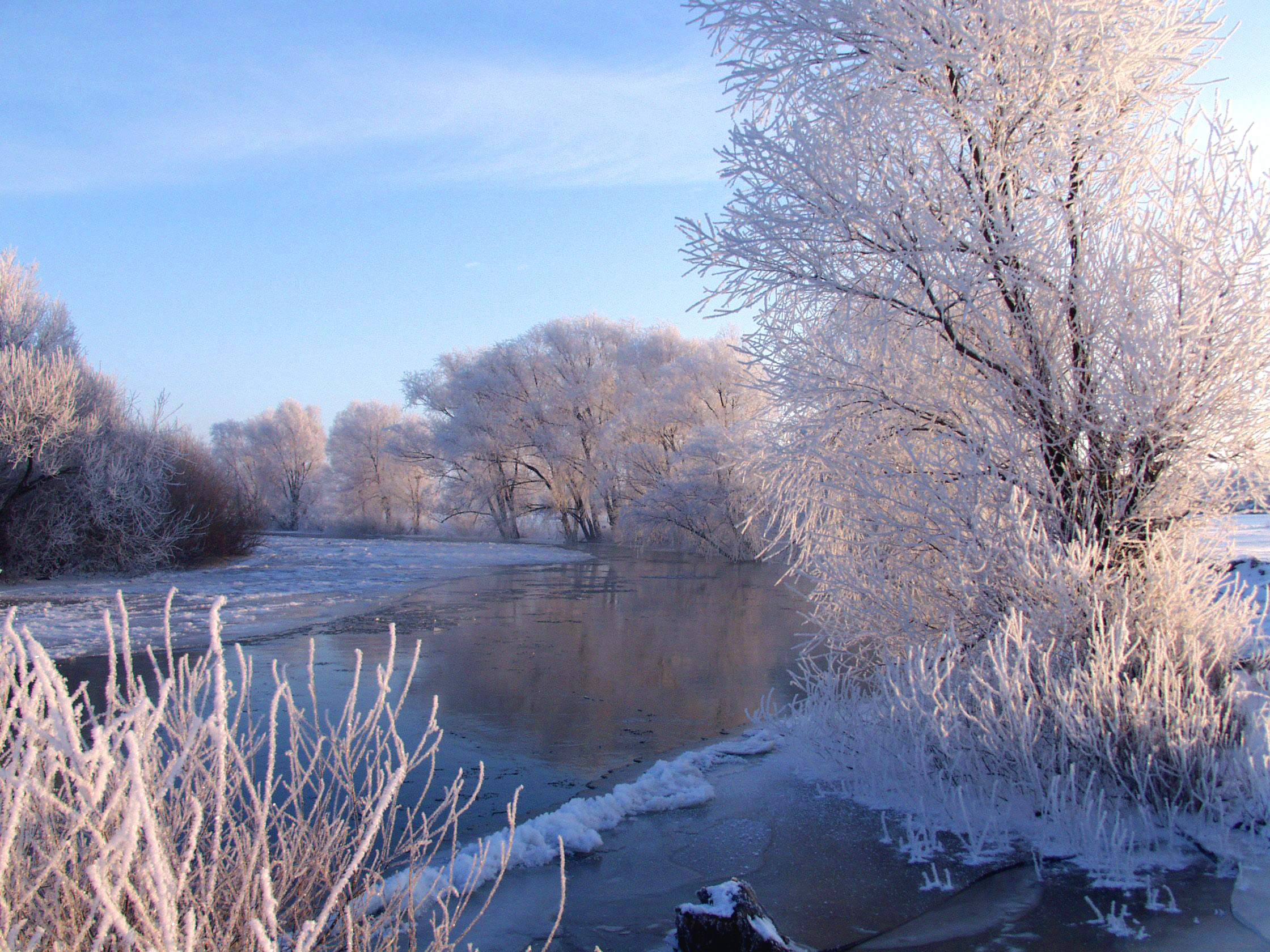
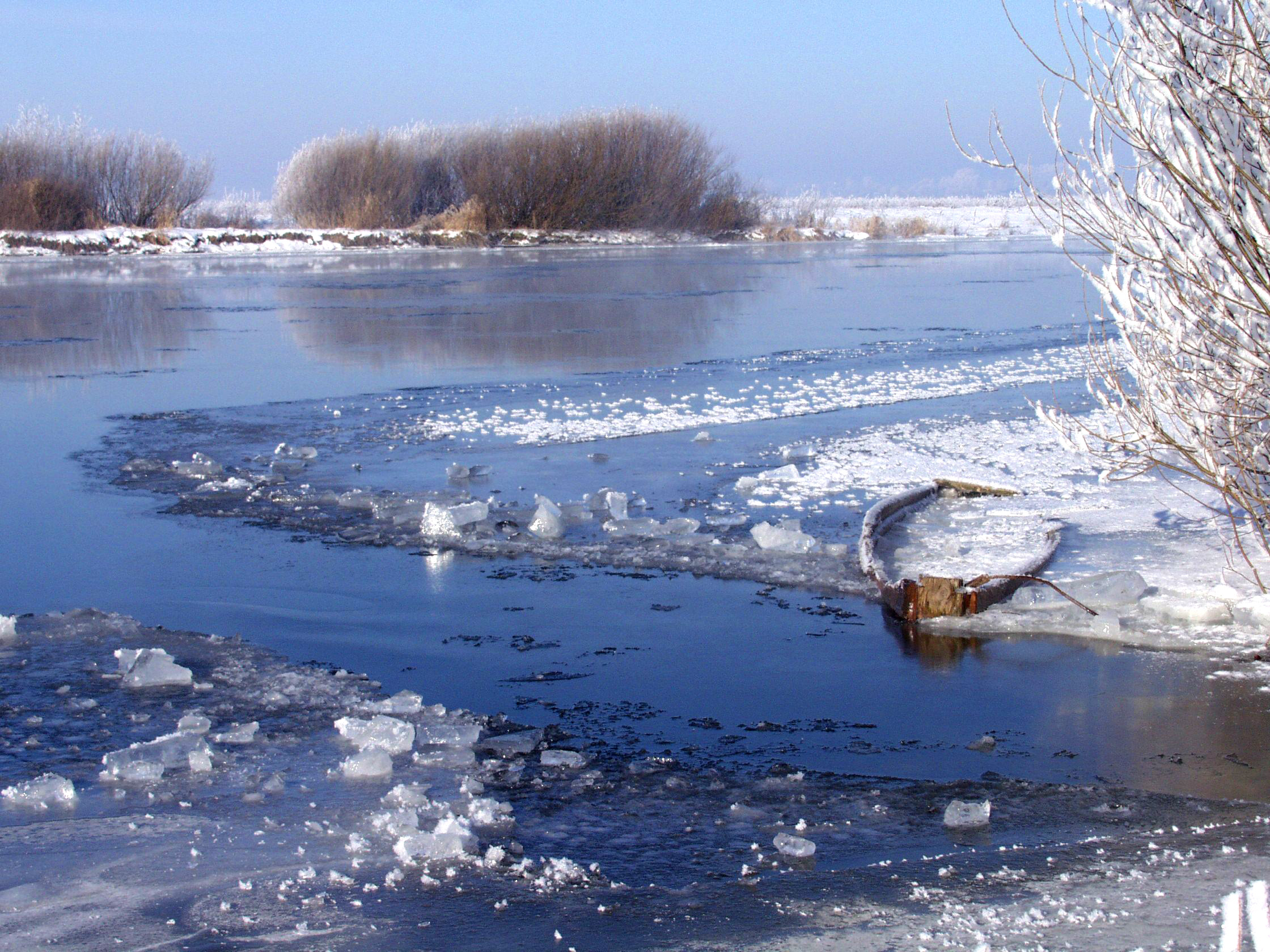

Стир у Вараші влітку
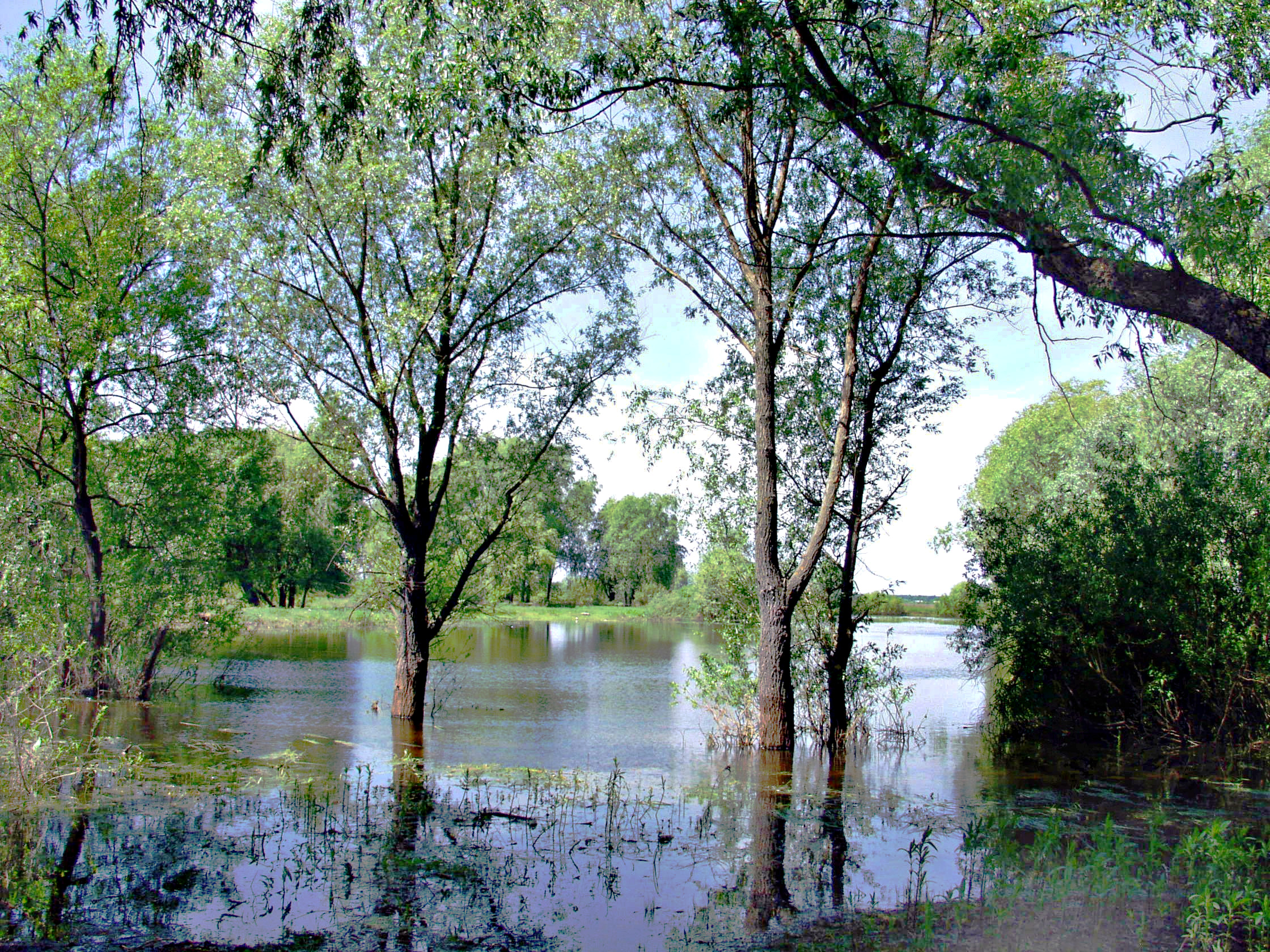
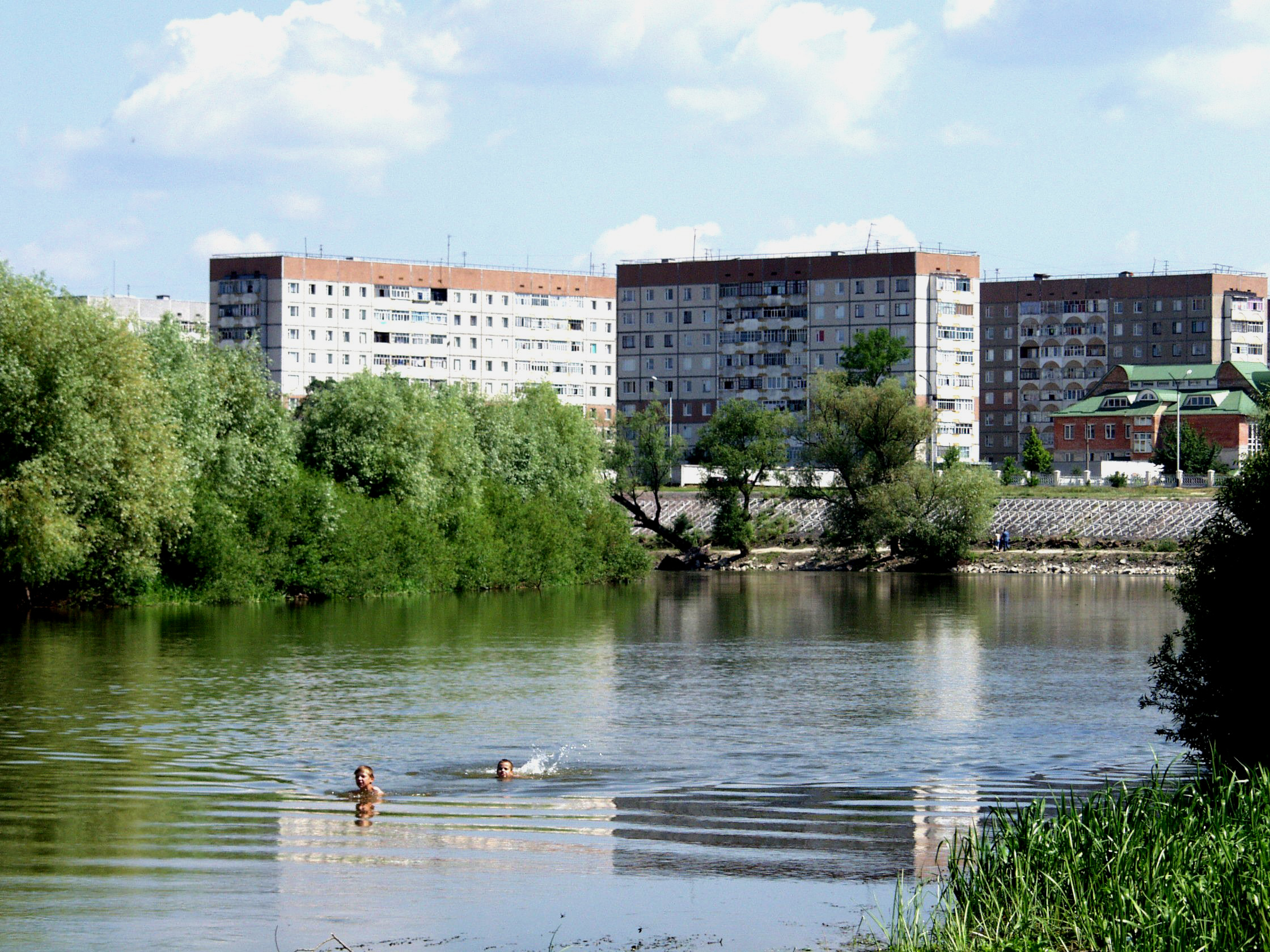
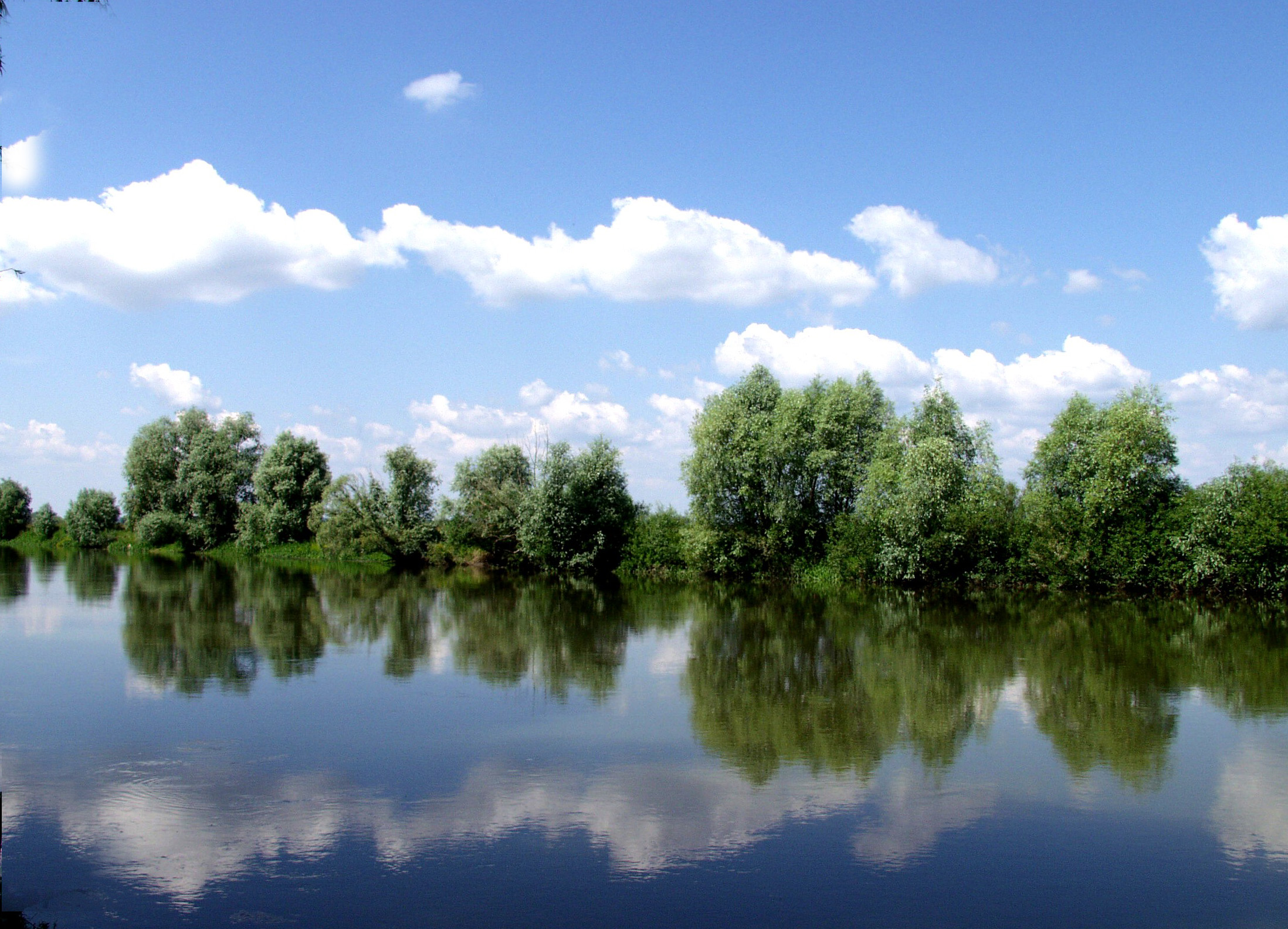
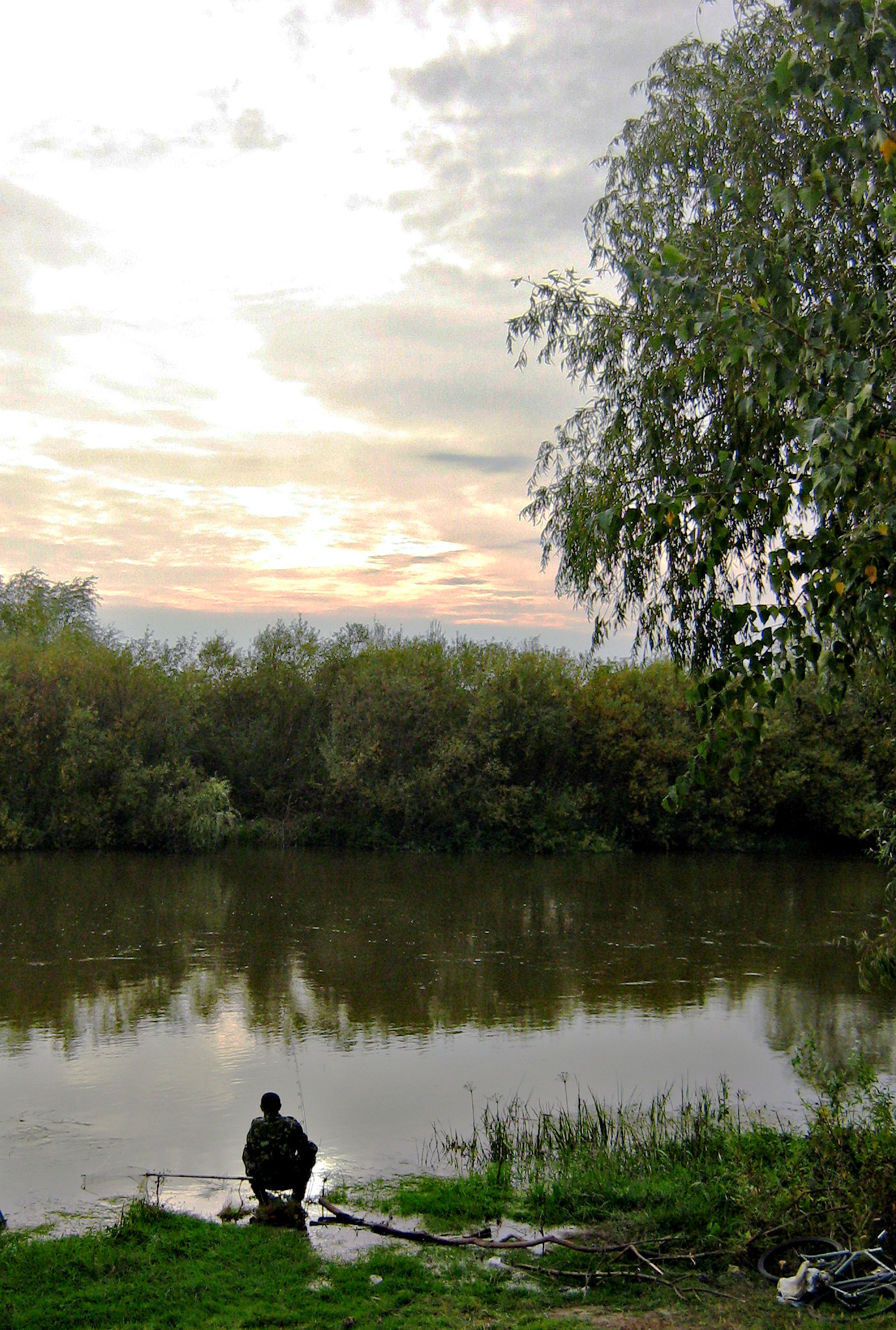

Стир у різних населених пунктах
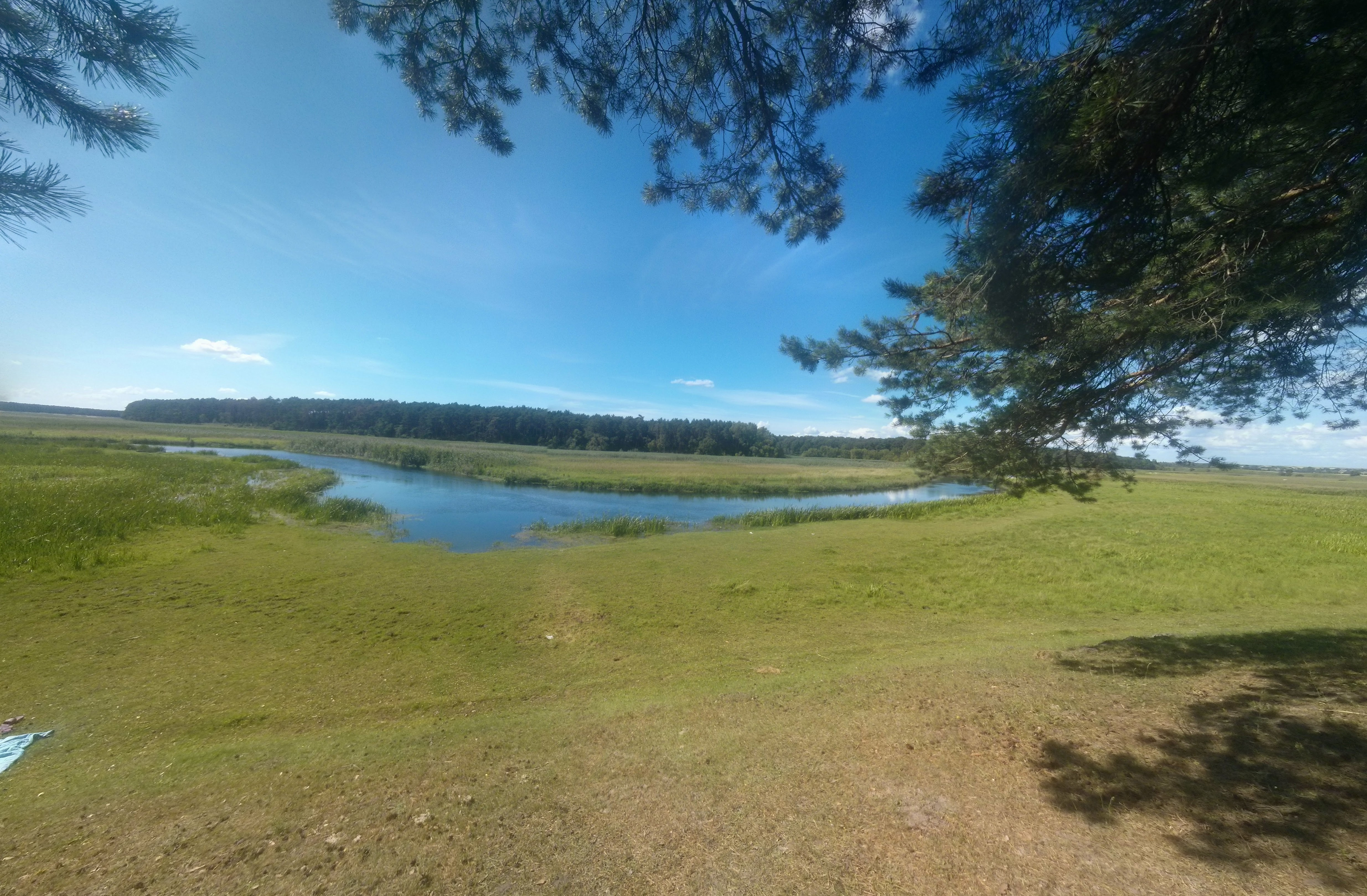
Стир біля Пляшеви
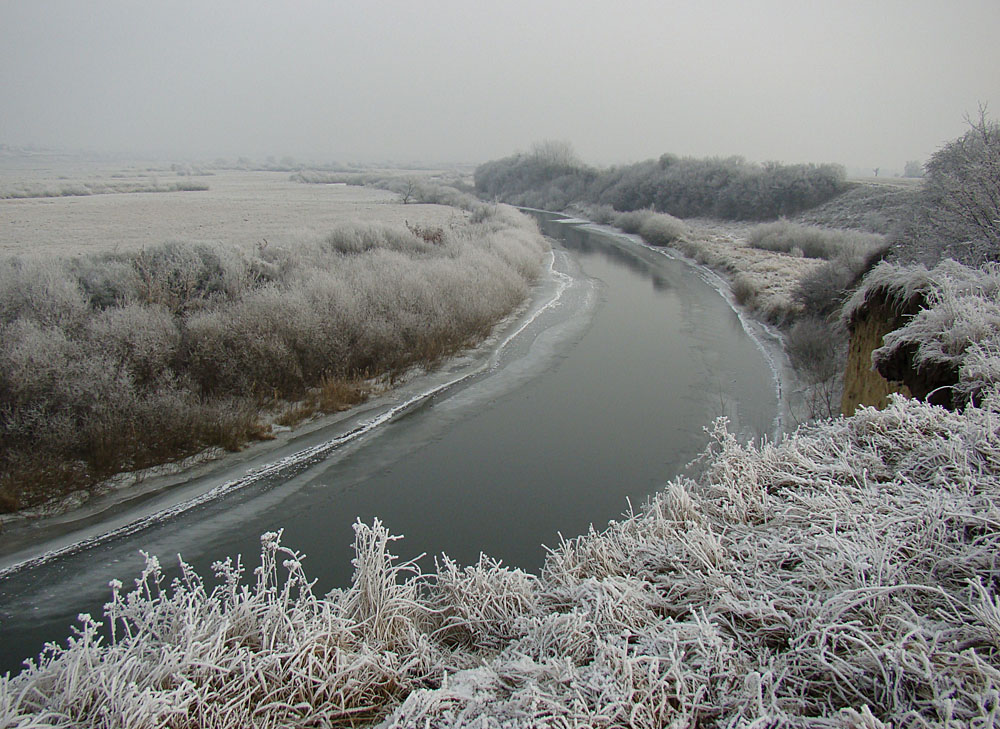
Стир біля Боратина
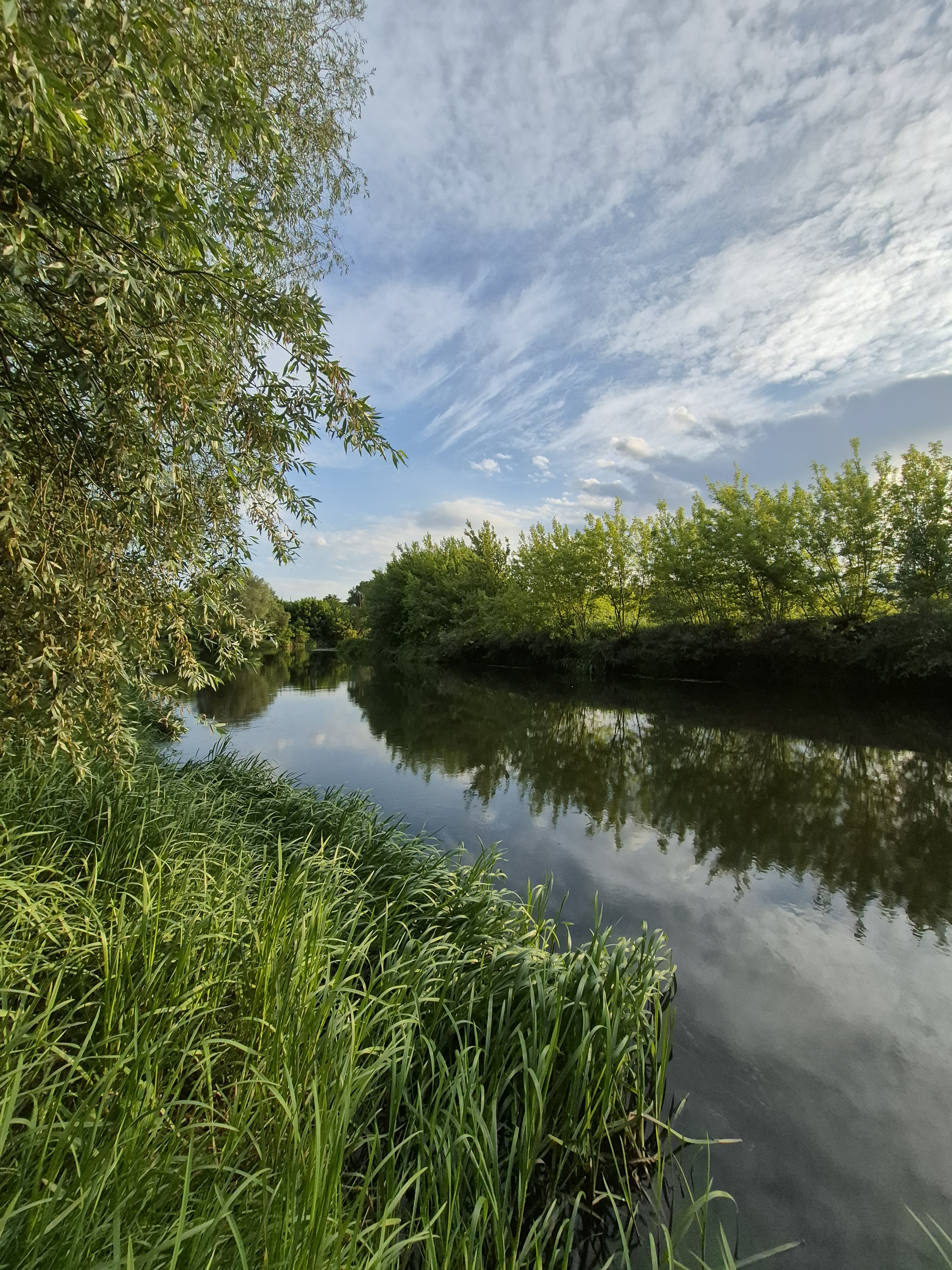
Стир біля селища Рокині, Волинська область
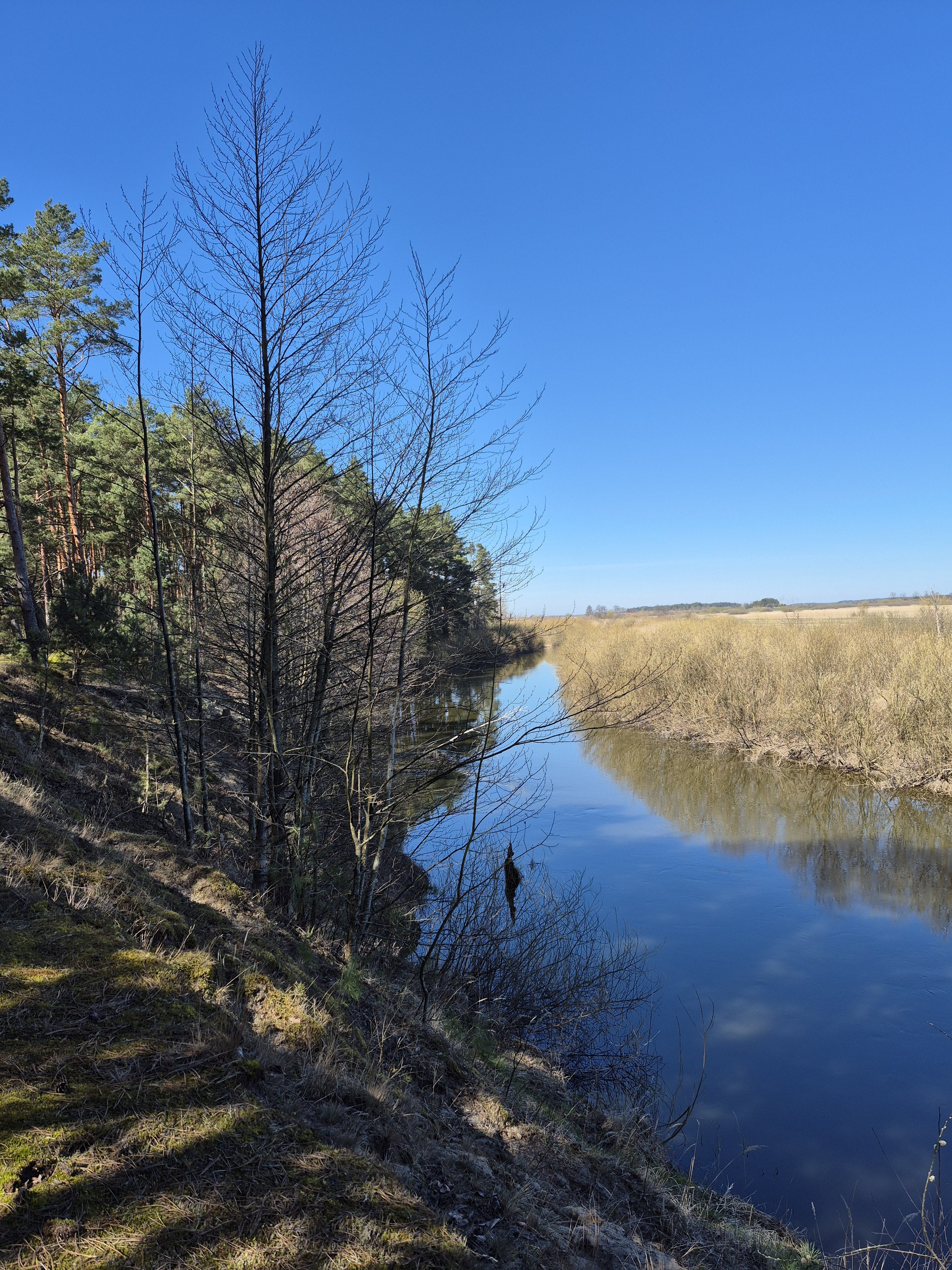
Стир біля села Годомичі, Волинська область
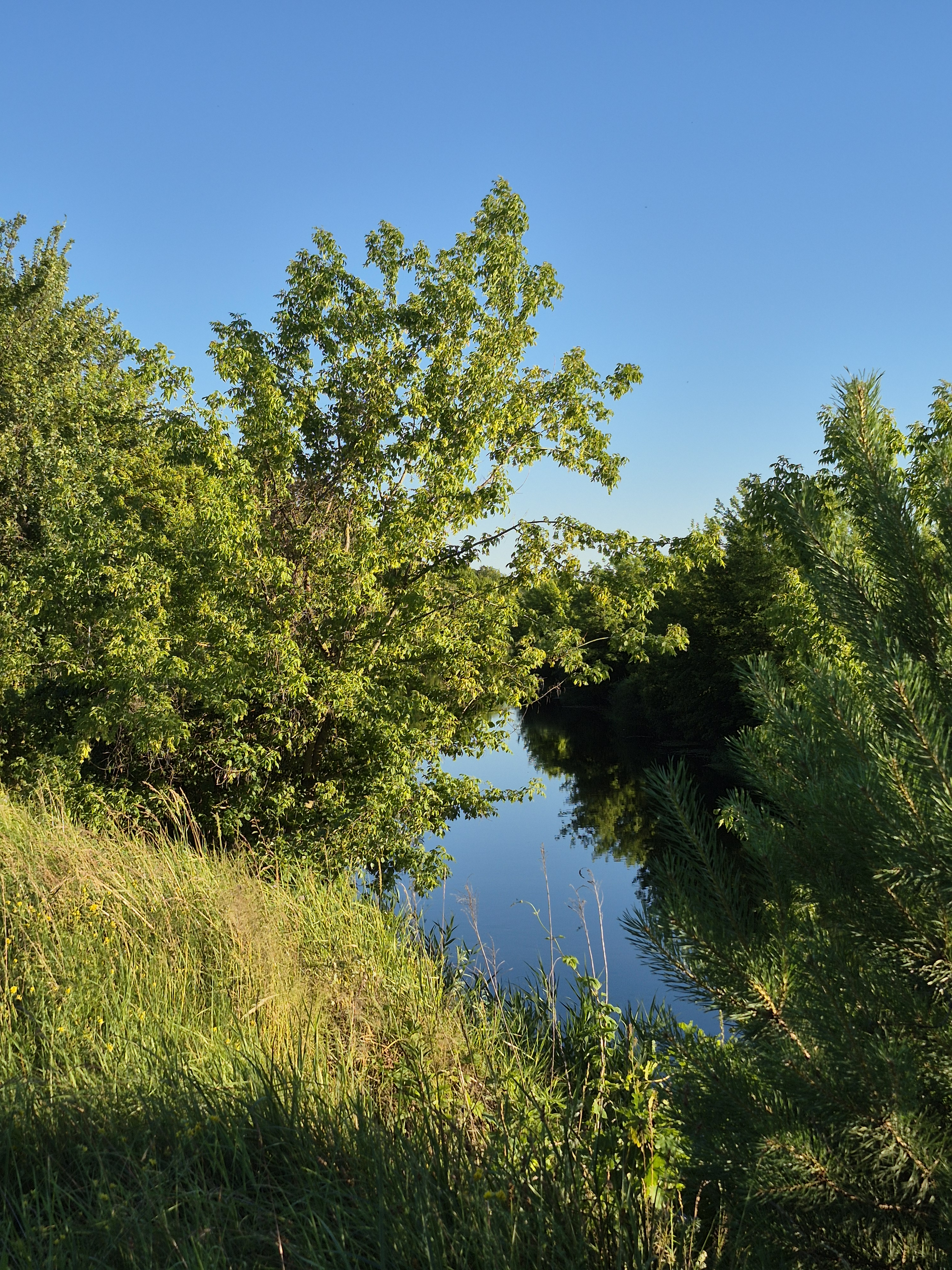
Вид на річку Стир біля села Носачевичі
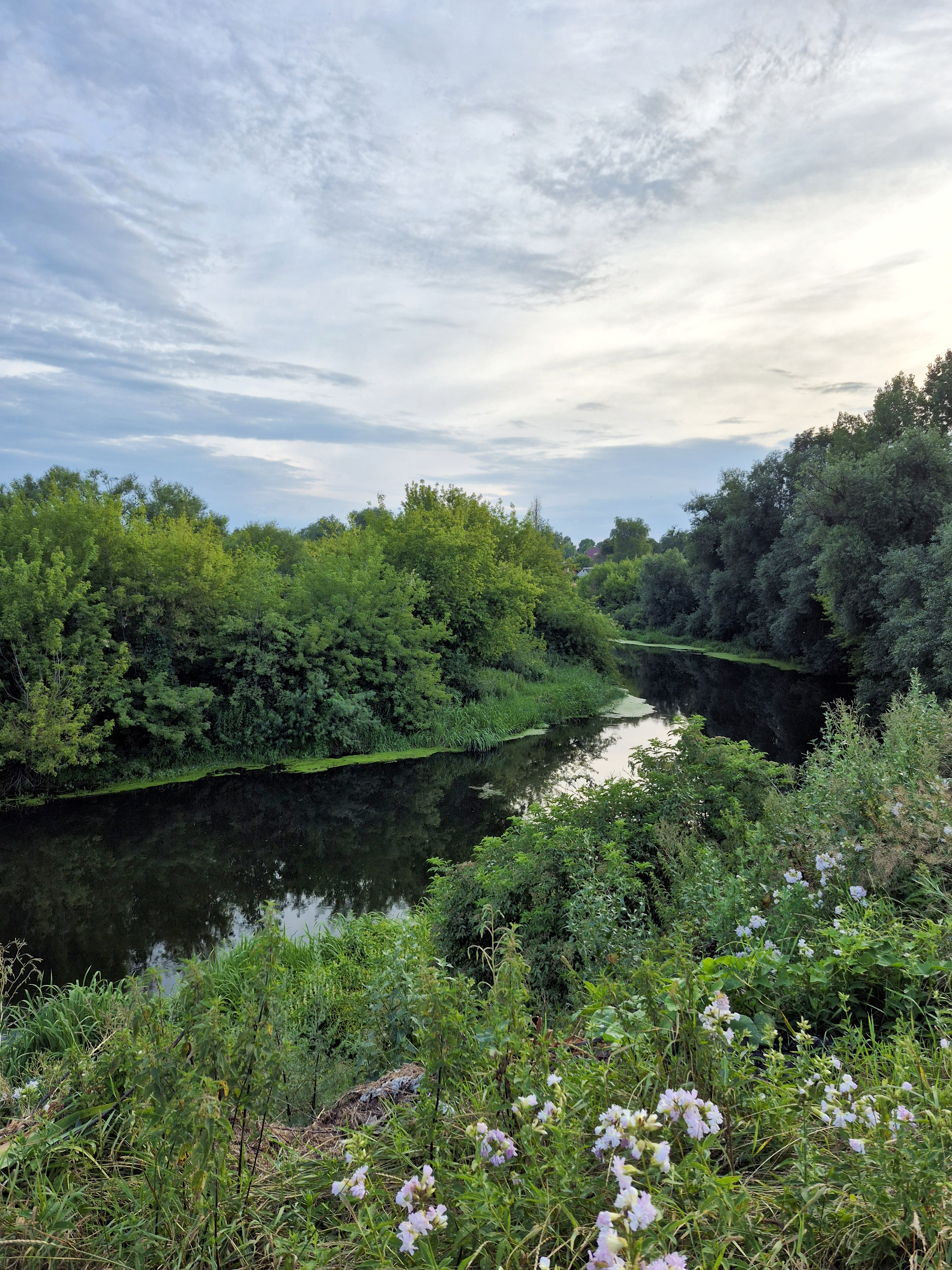
Вид на Стир в селі Топільне Волинська область